# Машутинский сельсовет (Московская область)
Машутинский сельсовет — упразднённая административно-территориальная единица, существовавшая на территории Московской губернии и Московской области до 1939 года.
Машутинский сельсовет был образован в первые годы советской власти. По данным 1922 года он входил в состав Константиновской волости Сергиевского уезда Московской губернии.
По данным 1926 года в состав сельсовета входили деревни Машутино, Новосёлки, Сысоево и Шабурново.
В 1929 году Машутинский с/с был отнесён к Константиновскому району Кимрского округа Московской области.
17 июля 1939 года Машутинский с/с был упразднён. При этом селения Машутино, Новосёлки и Сысоево были переданы в Козловский с/с, а Шабурново — в Богородский с/с.